# Armageddon – Das jüngste Gericht
Armageddon – Das jüngste Gericht (Originaltitel: Armageddon) ist ein US-amerikanischer Katastrophenfilm von Michael Bay aus dem Jahr 1998, in dem eine Gruppe Bohrspezialisten die Vernichtung der Menschheit durch einen aus dem All heranrasenden Asteroiden abwenden muss. Die Hauptrollen verkörpern Bruce Willis, Ben Affleck und Liv Tyler. Der Titel des Films bezieht sich auf den biblischen Begriff des Harmagedon, der Ort, an dem die letzte Schlacht der Menschheit ausgetragen wird. Das Budget betrug 140 Millionen US-Dollar.

## Handlung
Ein Hobbyastronom entdeckt einen Asteroiden mit einem Durchmesser von ca. 1000 km, der geradewegs auf die Erde zufliegt. Sollte der Himmelskörper auf der Erde aufschlagen, würde dadurch jedes Leben auf ihr ausgelöscht. Der NASA und ihrem Chef Dan Truman bleiben 18 Tage, um eine Lösung für dieses Problem zu finden. Die einzige Möglichkeit, die Erde vor dieser Katastrophe zu bewahren, ist eine Sprengung des Asteroiden von innen. Dazu muss ein Bohrteam zu ihm fliegen und dort ein rund 250 Meter tiefes Loch bohren, um anschließend einen nuklearen Sprengsatz darin zu zünden.
Truman kann den Ölbohrexperten Harry Stamper für dieses gewagte Unterfangen gewinnen. Der will jedoch nur mit seinen eigenen Männern arbeiten. Also werden die Ölbohrarbeiter in einem Crashkurs zu Astronauten ausgebildet und in zwei Teams unterteilt. Die erste Crew wird von Harry Stamper geleitet und fliegt im Space Shuttle Freedom, die zweite Crew im Shuttle Independence führt A. J. Frost, Stampers Ziehsohn und Verlobter seiner Tochter Grace. Das Steuer der Shuttles übernehmen je zwei erfahrene Airforce-Piloten.
Zunächst fliegen die beiden Spaceshuttles zur russischen Raumstation Mir, um dort beim einzigen Besatzungsmitglied, dem Kosmonauten Lev Andropov, Treibstoff in Form von flüssigem Sauerstoff zu tanken. Wegen des schlechten Zustandes der Station kommt es während des Auftankens zu einer Explosion, in deren Folge die gesamte Raumstation zerstört wird. Die Crew kann jedoch rechtzeitig fliehen und bleibt unversehrt, ebenso wie Andropov, der sich auf die Independence retten kann.
Die Spaceshuttles machen sich auf den Weg zum Mond, um dessen Gravitation für ein Swing-by-Manöver auszunutzen und zum Asteroiden zu gelangen. Beim Anflug auf den Asteroiden wird die Independence durch mitfliegende Gesteinsbrocken getroffen und stürzt ab. Nur A. J., Andropov und Bear überleben, während Oscar, Freddy und die Piloten umkommen. Der Freedom gelingt es zwar, auf dem Asteroiden zu landen, jedoch verfehlt sie ihr Landeziel. Die Überlebenden der Independence machen sich mit ihrem Bohrfahrzeug zur Freedom auf. Dort kommen die Bohrarbeiten langsamer voran als erwartet. Da schließlich der Funkkontakt zur Erde abzubrechen droht, beschließt die US-Regierung, die Atombombe fernzuzünden. Der Protest Stampers stößt beim Shuttle-Piloten Sharp zwar zunächst auf Widerstand, er kann aber schließlich überzeugt werden und entschärft die Bombe. Als der Bohrkopf auf eine Gasblase trifft und ein Beben auf dem Asteroiden auslöst, wird das explodierende Bohrfahrzeug in den Weltraum geschleudert, wobei auch Max ums Leben kommt. Unterdessen wird die Stadt Paris durch den Einschlag eines kleineren Asteroiden vollständig zerstört.
Die gesamte Mission droht zu scheitern, doch kurze Zeit später erreichen A. J. und die anderen Überlebenden der Independence samt dem zweiten Bohrfahrzeug den Bohrplatz, und das Vorhaben kann fortgesetzt werden. Auch der Funkkontakt zur NASA wird über Satelliten verschiedener Staaten wiederhergestellt.
Als das Loch endlich tief genug ist, bemerken die Astronauten, dass der Zeitzünder nicht mehr funktioniert. Die Bombe muss also von Hand gezündet werden, und der Betreffende wird durch Stöckchenziehen ermittelt. Das Los fällt auf A. J. Frost. Als er sich auf den Weg macht, wird er von Stamper ausgetrickst, der A. J. retten und sich selbst stattdessen opfern will. Während die verbliebenen Crewmitglieder mit der Freedom den Asteroiden verlassen, bereitet sich Stamper auf den Tod vor. In den letzten Momenten, bevor er auf den Auslöser drückt, denkt er an seine Tochter Grace. Die Bombe detoniert in einer auch von der Erde aus sichtbaren Explosion und sprengt den Asteroiden in zwei Teile. Während die beiden Asteroidenhälften den Planeten verfehlen, fliegen die Überlebenden als Helden zurück. A. J. und Grace heiraten in Anwesenheit der überlebenden Crewmitglieder; für Harry und die anderen Opfer der Mission sind bei der Trauung Stühle mit deren Porträts freigehalten.

## Besetzung und Synchronisation

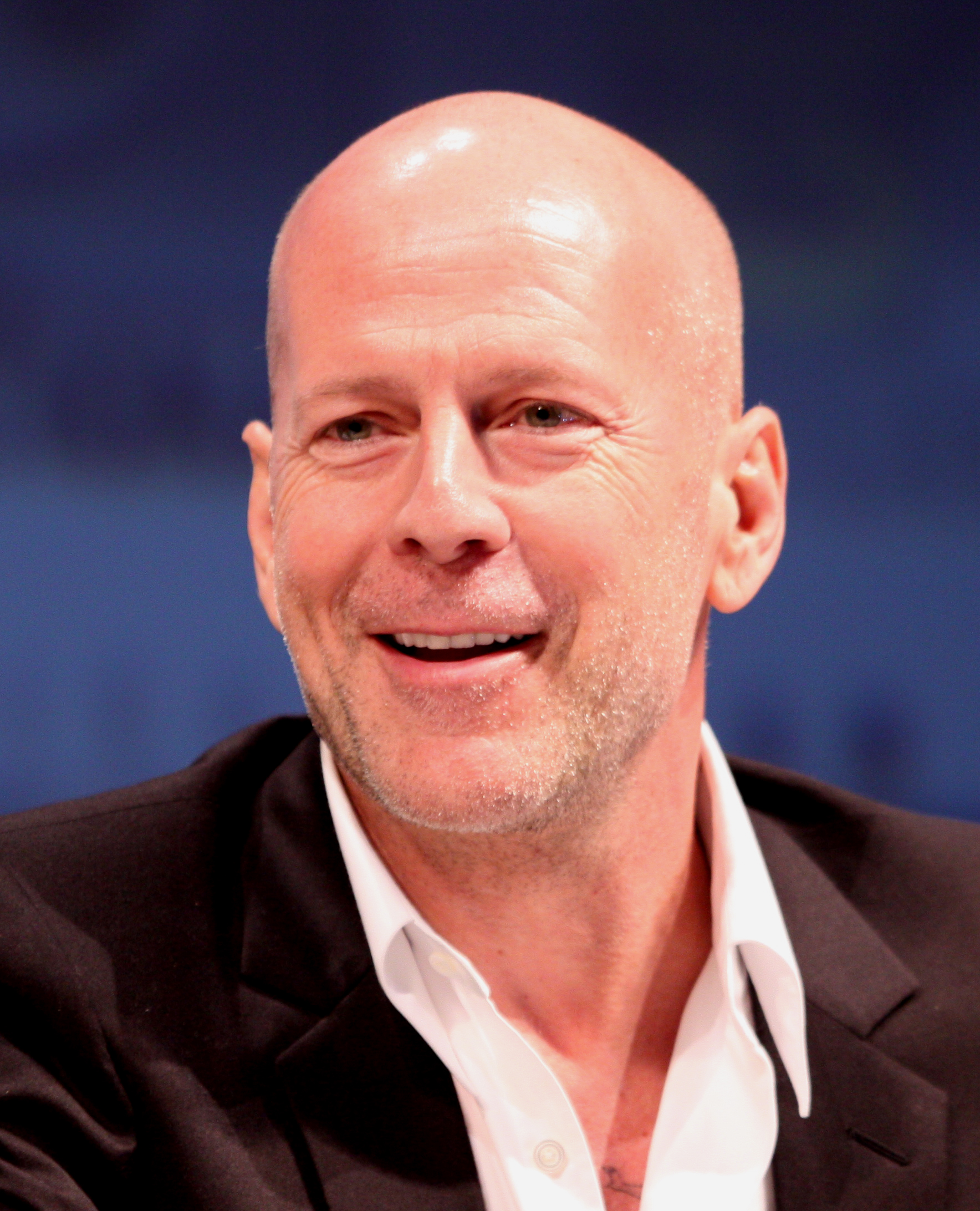
Bruce Willis (2010)
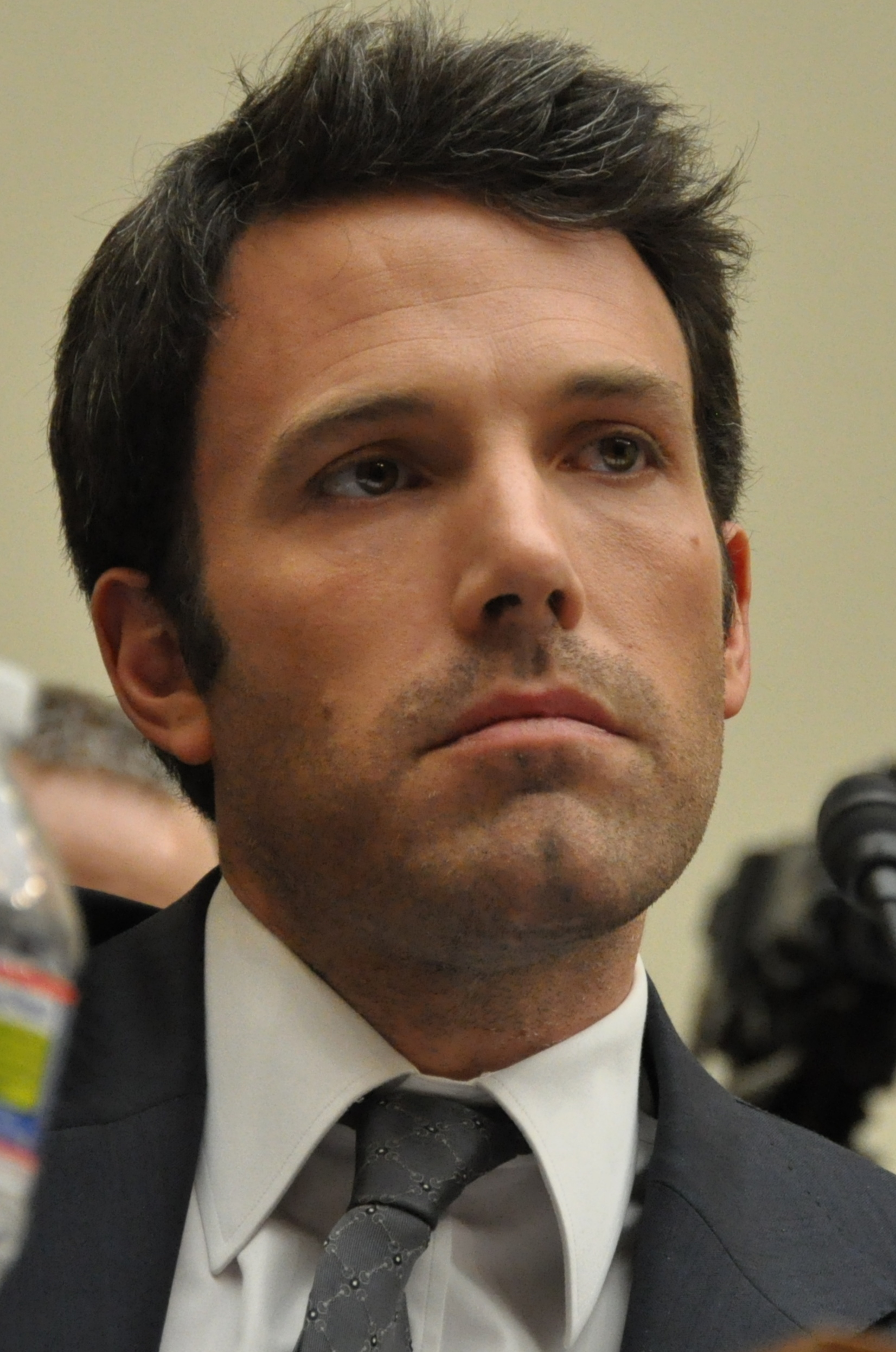
Ben Affleck (2011)
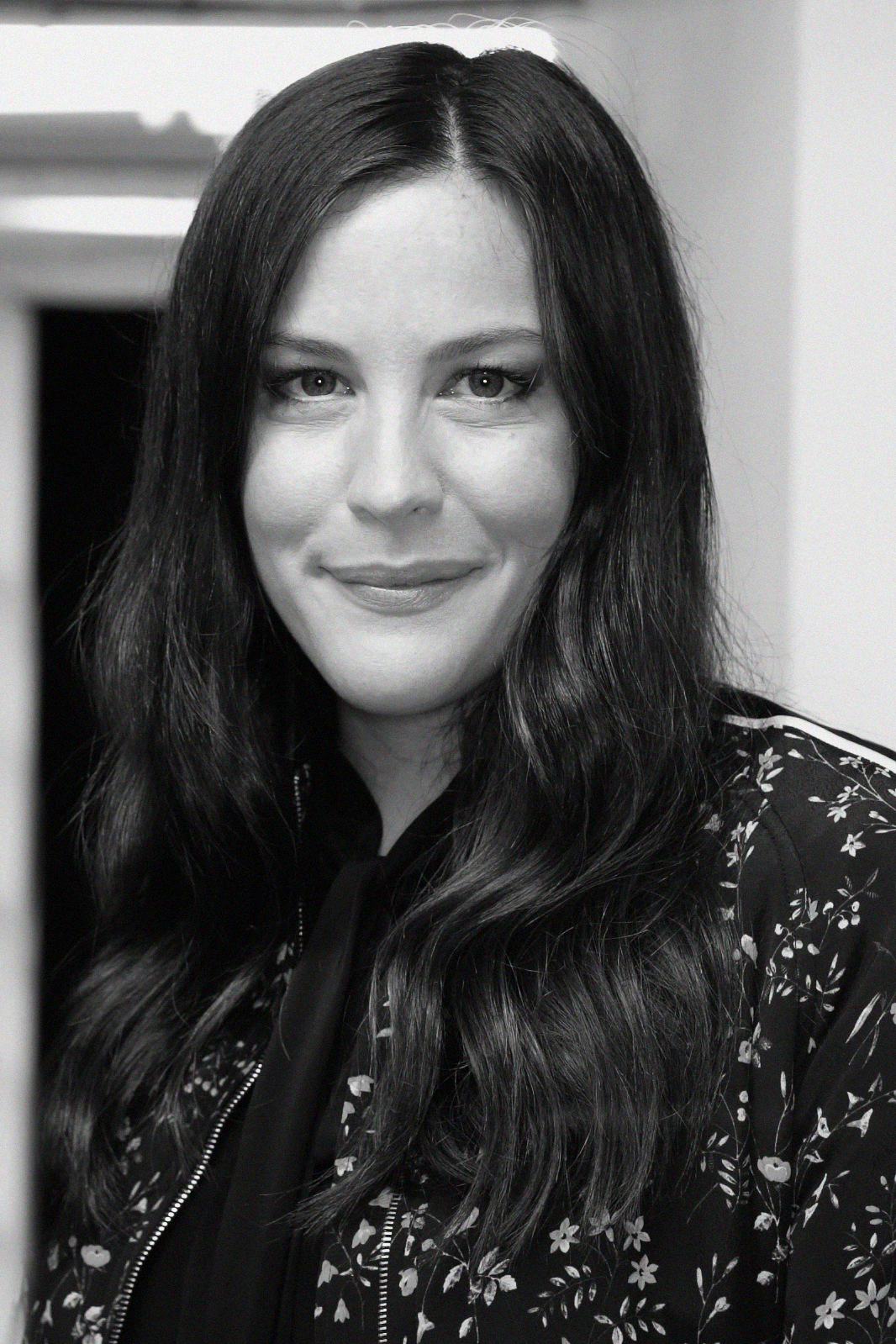
Liv Tyler (2016)
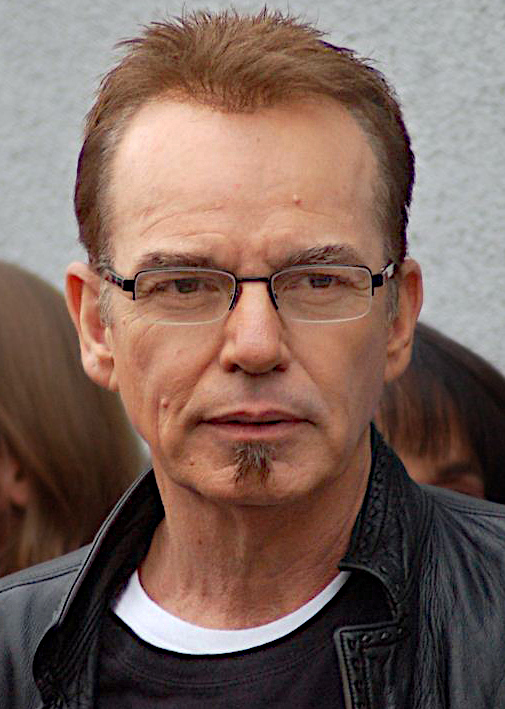
Billy Bob Thornton (2012)
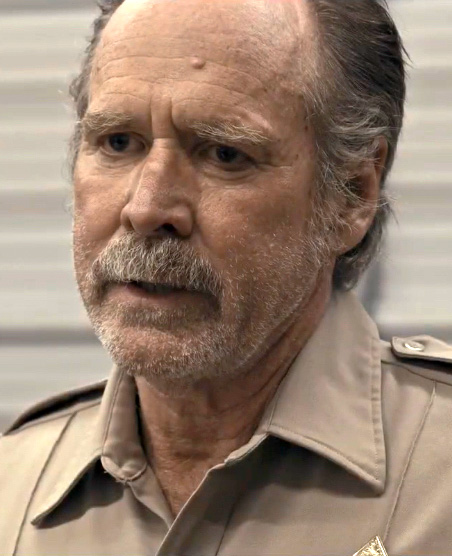
Will Patton (2021)
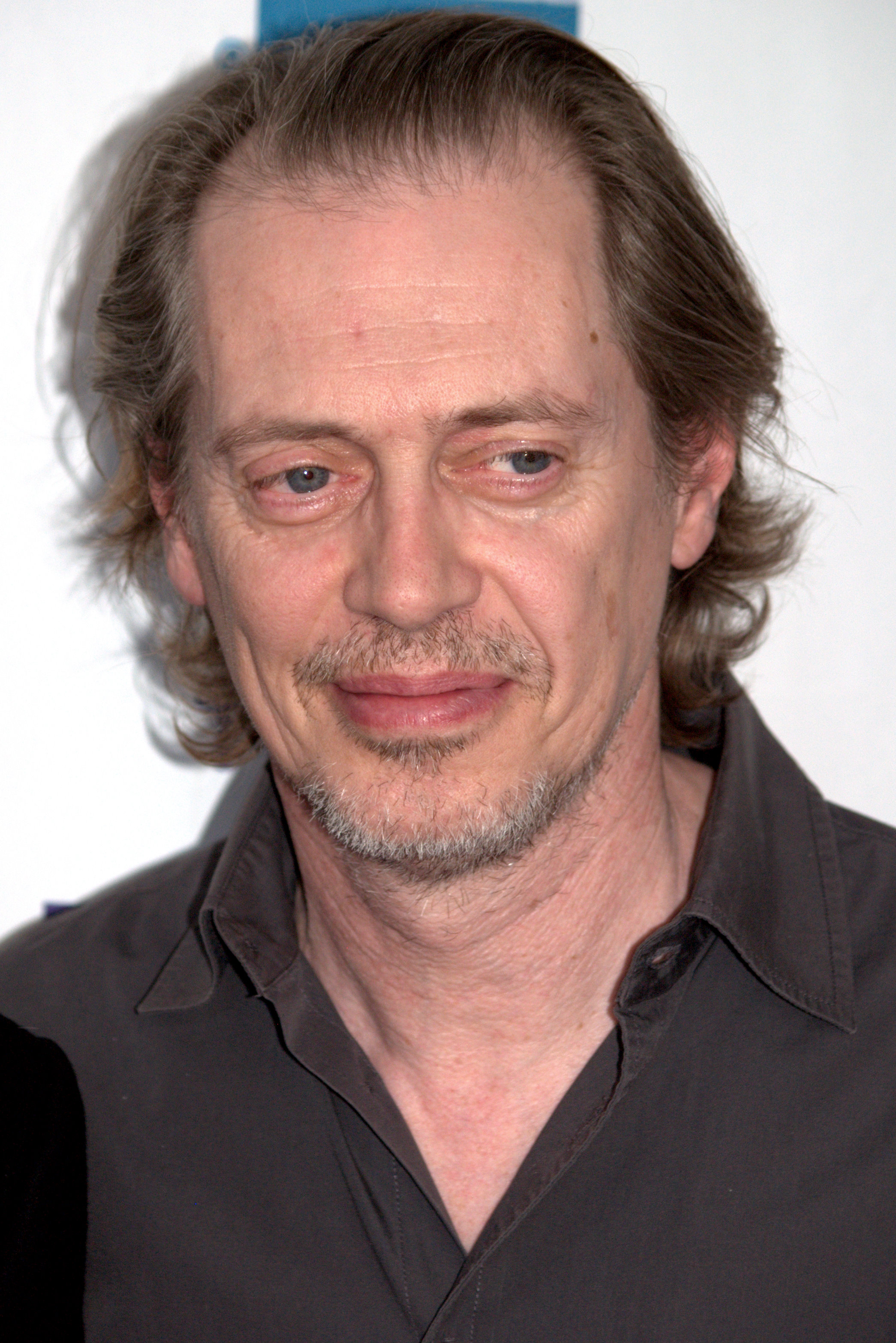
Steve Buscemi (2009)
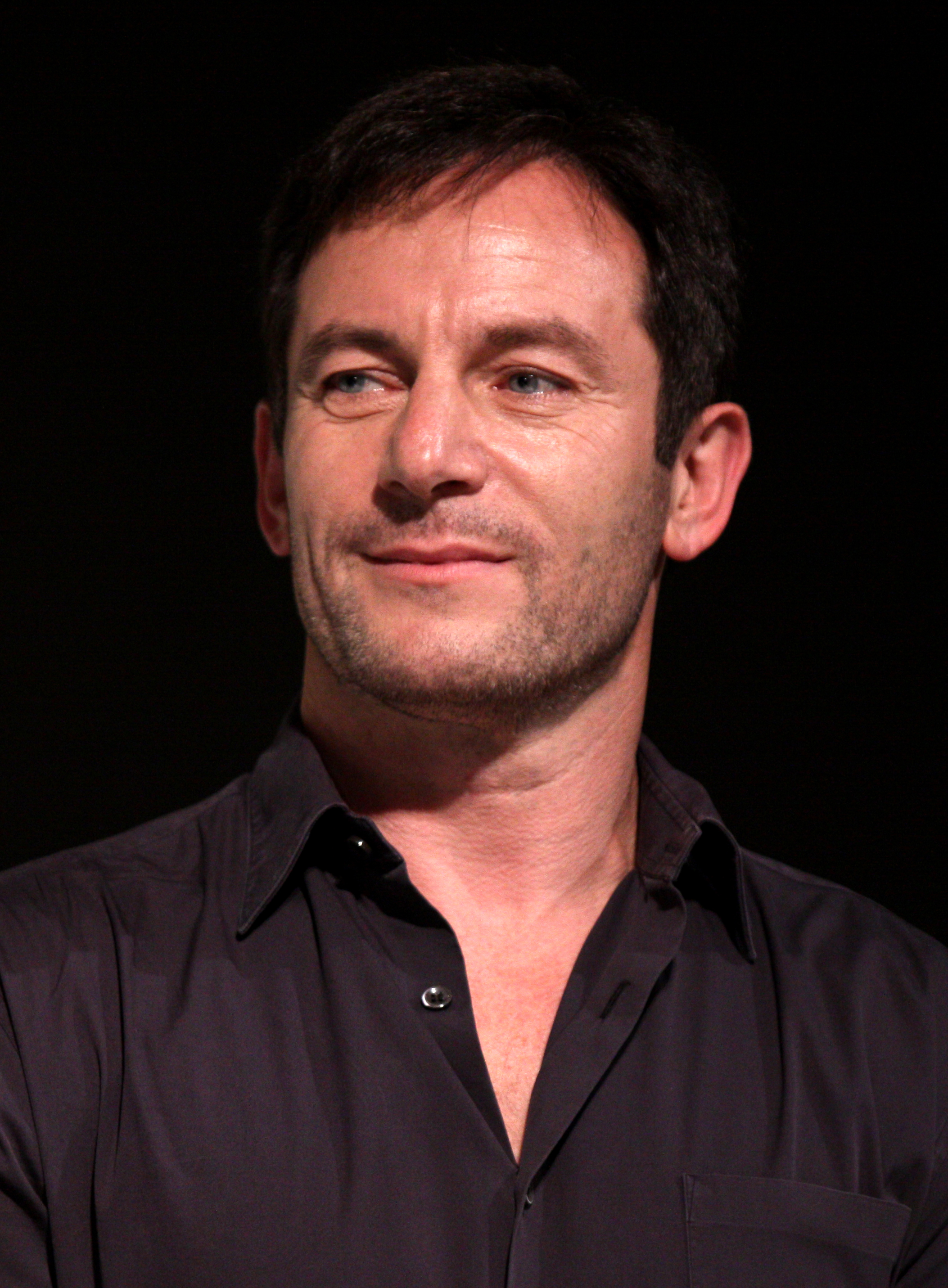
Jason Isaacs (2011)
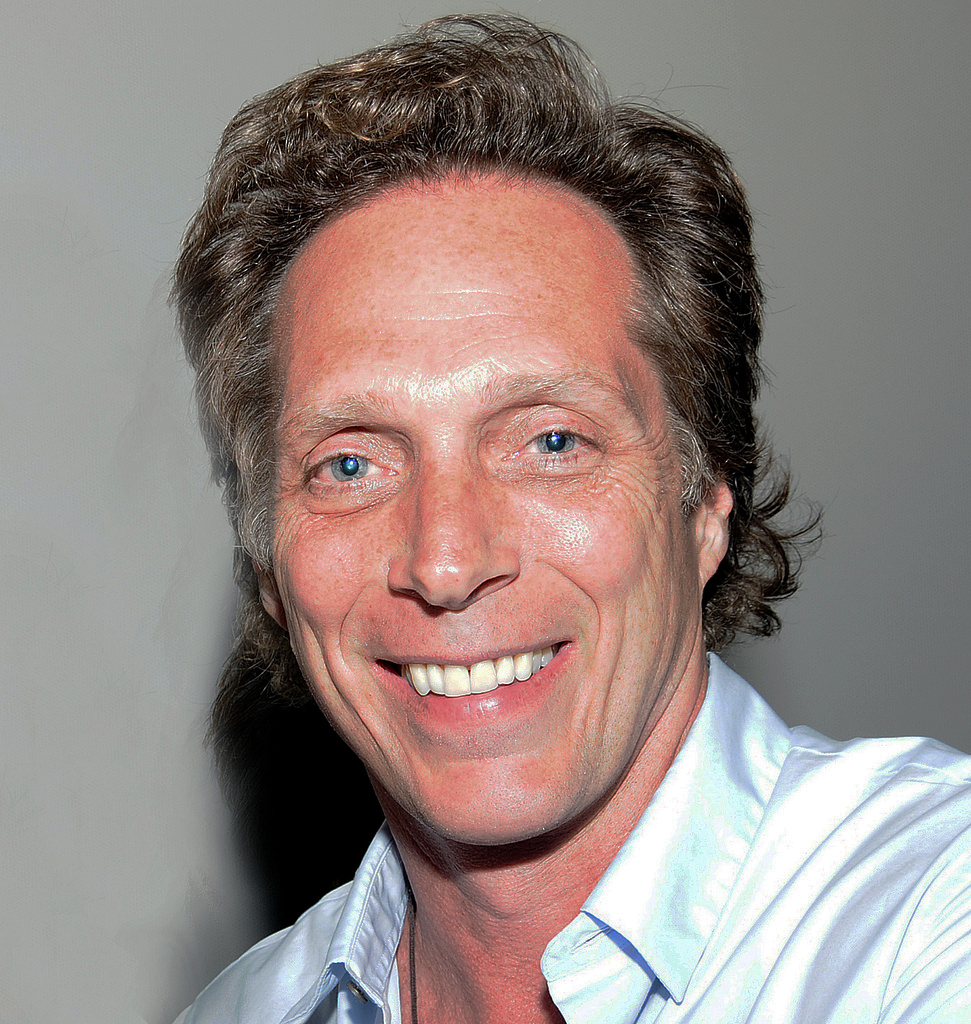
William Fichtner (2011)
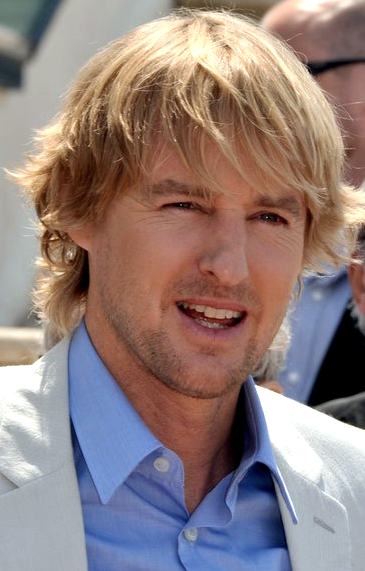
Owen Wilson (2011)
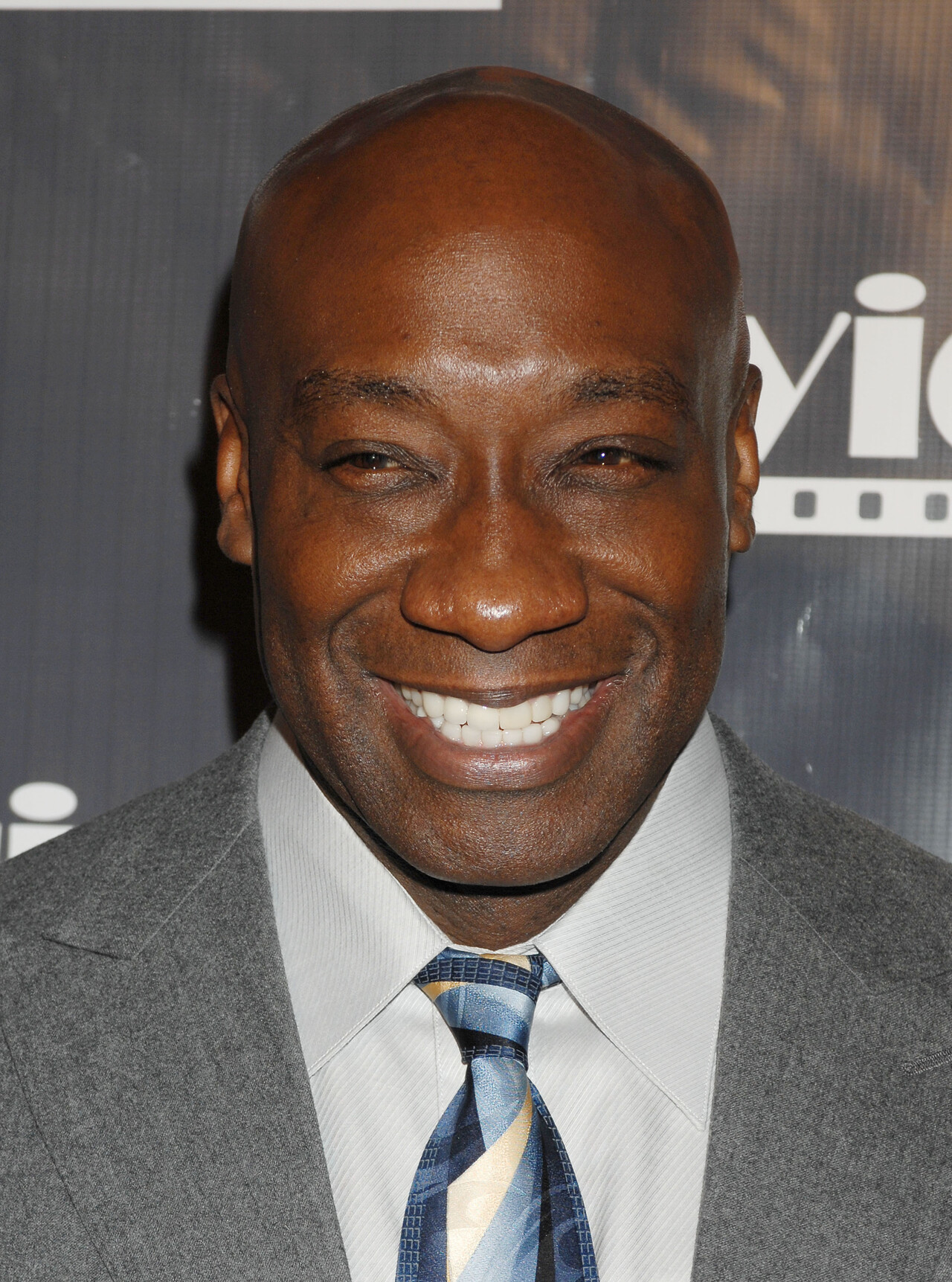
Michael Clarke Duncan (2009)
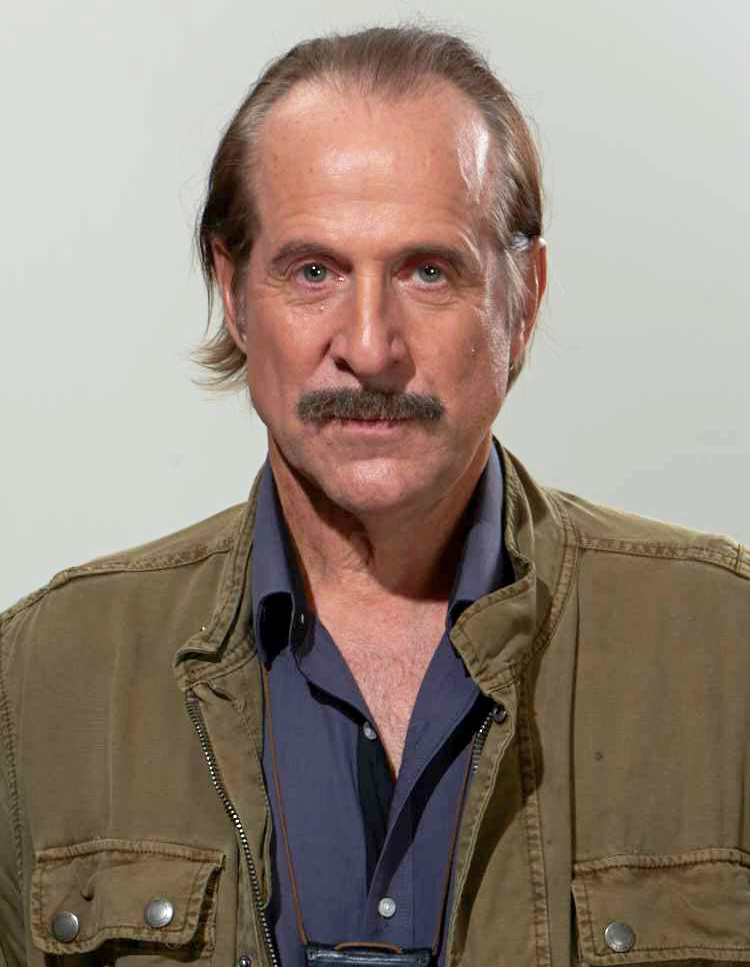
Peter Stormare (2015)

| Rollenname                                | Schauspieler               | Synchronsprecher       | Raumschiff / Organisation   | Aufgabe |
| ----------------------------------------- | -------------------------- | ---------------------- | --------------------------- | --- |
| Harry Stamper                             | Bruce Willis               | Manfred Lehmann        | Freedom                     | Leiter des Bohrteams der Freedom – Stirbt bei der manuellen Zündung der Bombe, die den Asteroiden zerstört           |
| A.J. Frost                                | Ben Affleck                | Peter Flechtner        | Independence                | Leiter des Bohrteams und Operator des Armadillos der Independence                                                    |
| Charles „Chick“ Chapple                   | Will Patton                | Peter Reinhardt        | Freedom                     | Bohrteam der Freedom                                                                                                 |
| Rockhound                                 | Steve Buscemi              | Santiago Ziesmer       | Freedom                     | Geologe des Bohrteams der Freedom                                                                                    |
| Oscar Choi                                | Owen Wilson                | Stefan Fredrich        | Independence                | Geologe des Bohrteams der Independence – Stirbt beim Absturz der Independence auf dem Asteroiden                     |
| Max Lennert                               | Ken Hudson Campbell        | Michael Walke          | Freedom                     | Operator des Armadillos der Freedom – Stirbt bei der Arbeit auf dem Asteroiden, als der Armadillo explodiert         |
| Freddy Noonan                             | Clark Heathcliffe Brolly   | Thomas Wolff           | Independence                | Bohrteam der Independence – Stirbt beim Absturz der Independence auf dem Asteroiden                                  |
| Jayotis „Bear“ Kurleenbear                | Michael Clarke Duncan      | Tilo Schmitz           | Independence                | Bohrteam der Independence                                                                                            |
| Chief Master Sergeant Gruber              | Grayson McCouch            | Gerald Paradies        | Freedom                     | Waffensystemtechniker des Bohrteams der Freedom – Stirbt bei der Arbeit auf dem Asteroiden                           |
| First Lieutenant Halsey, USAF             | Greg Collins               | Frank Hildebrandt      | Independence                | Waffensystemoffizier des Bohrteams der Independence – Stirbt beim Absturz der Independence auf dem Asteroiden        |
| Colonel William Sharp, USAF               | William Fichtner           | Udo Schenk             | Freedom                     | Kommandant und Pilot der Freedom                                                                                     |
| Captain Jennifer Watts, USAF              | Jessica Steen              | Martina Treger         | Freedom                     | Copilot in der Freedom                                                                                               |
| Colonel Davis, USAF                       | Marshall R. Teague         | Frank Ciazynski        | Independence                | Kommandant und Pilot der Independence – Stirbt beim Absturz der Independence auf dem Asteroiden                      |
| Captain Tucker, USN                       | Anthony Guidera            | Jörg Hengstler         | Independence                | Copilot der Independence – Stirbt beim Absturz der Independence auf dem Asteroiden                                   |
| Dan Truman                                | Billy Bob Thornton         | Till Hagen             | NASA                        | NASA-Direktor |
| Oberst Lev Andropov, russ. Weltraumtruppe | Peter Stormare             | Klaus-Dieter Klebsch   | Raumstation Mir Roskosmos   | Russischer Kosmonaut und Kommandant der Raumstation Mir – Rettet sich bei der Explosion der Mir auf die Independence |
| Grace Stamper                             | Liv Tyler                  | Nana Spier             |                             | Tochter von Harry Stamper und Buchhalterin seiner Bohrfirma                                                          |
| General Kimsey, USAF                      | Keith David                | Bernd Rumpf            | United States Space Command | Vertreter des Vereinigten Generalstabes bei der NASA                                                                 |
| Dr. Ronald Quincy                         | Jason Isaacs               | Florian Krüger-Shantin | NASA                        | Direktor Forschungsabteilung der NASA                                                                                |
| Walter Clark                              | Chris Ellis (Schauspieler) | Jürgen Kluckert        | NASA                        | Flight Director des Bohrprojekt bei der NASA                                                                         |

## Produktion

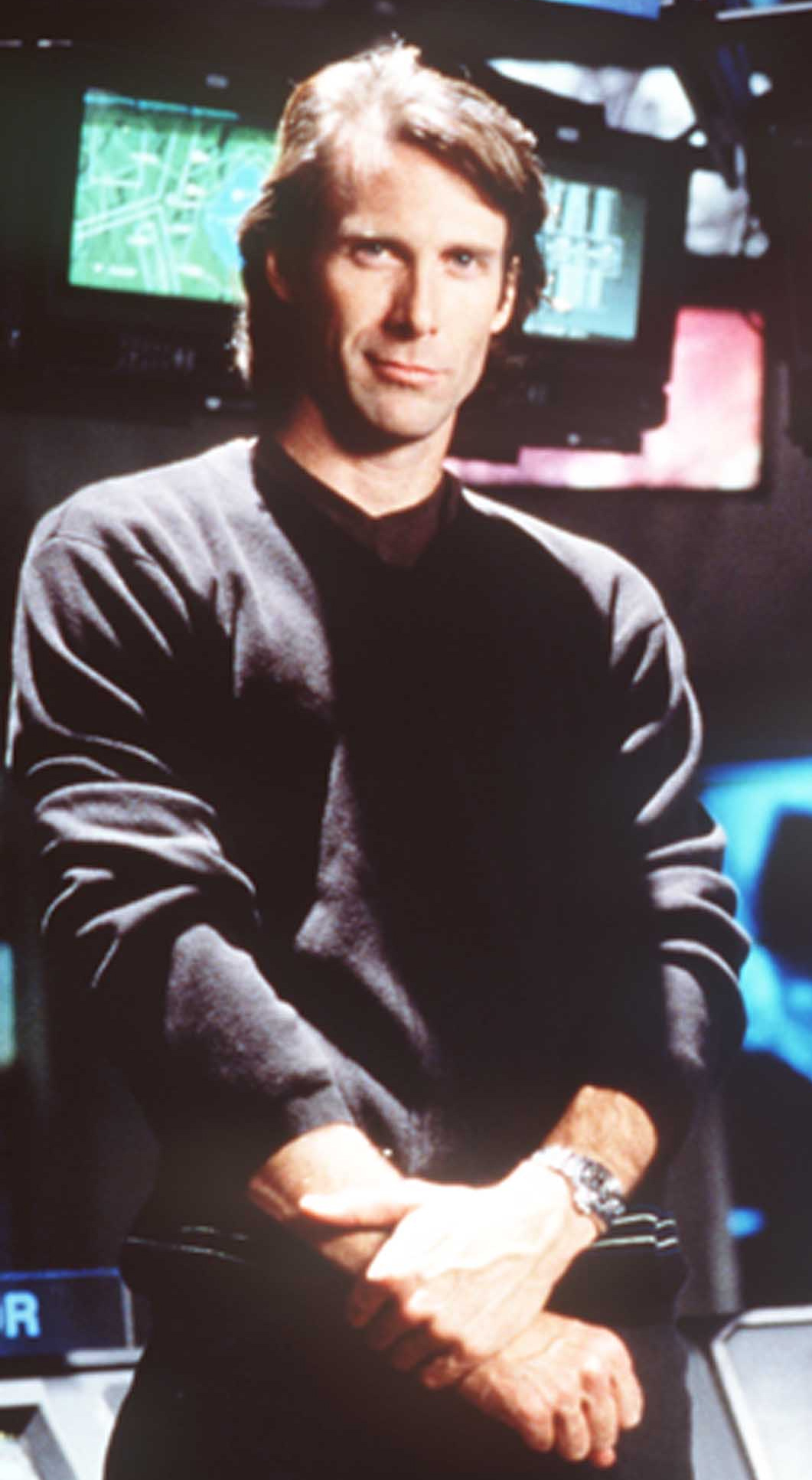
Regisseur Michael Bay während der Dreharbeiten im Frühling 1998 auf der Edwards Air Force Base

Produzent Jerry Bruckheimer und Regisseur Michael Bay, die bereits bei The Rock – Fels der Entscheidung zusammengearbeitet hatten, planten 1996, gemeinsam ein neues Actionprojekt in Angriff zu nehmen. Die vier in den Credits vermerkten Drehbuchautoren Jonathan Hensleigh, J. J. Abrams, Shane Salerno und Tony Gilroy waren allerdings nicht die einzigen, die sich an dem Skript beteiligten. Die ungewöhnlich hohe Anzahl an Drehbuchautoren brachte dem Film Kritik ein. Es wurde sogar gespottet, man habe spezielle Autoren für verschiedene Fachgebiete wie humorige oder gefühlsbetonte Szenen. Nachdem das Drehbuch nach acht Wochen fertig war, wurde es noch einmal von Shane Salerno überarbeitet. Unterstützung erhielt die Crew auch von der NASA, die einen Projektspezialisten und einen Astronauten als Berater zur Verfügung stellte.
Die Dreharbeiten begannen am 27. August 1997 in den Badlands von Kadoka in South Dakota. Allerdings wurden schon im April und im Mai die Starts zweier Space Shuttles (Atlantis und Columbia) gefilmt. Weitere Dreharbeiten fanden im Oktober 1997 im Lyndon B. Johnson Space Center in Texas statt, außerdem im Kennedy Space Center in Florida, auf der Edwards Air Force Base, bei Ölfirmen in Kalifornien und auf einer Bohrinsel vor Texas. Die letzte Klappe fiel am 18. Februar 1998 in der St. Brendan’s Church in Los Angeles.

### Musik
Das Armageddon-Thema stammt aus der Feder Trevor Rabins. Der Titelsong I Don’t Want to Miss a Thing stammt von Aerosmith, der Band um den Sänger Steven Tyler, dem Vater von Liv Tyler. Die Besetzung von Liv Tyler war der Grund für das Engagement, für das eigentlich U2 eingeplant waren.
Der Song stieg direkt auf Platz 1 in die US-amerikanischen Billboard-Charts ein und hielt sich im September 1998 vier Wochen an der Spitze. Es war der erste Nummer-eins-Hit Aerosmiths in der 25-jährigen Bandgeschichte. Der Song wurde allerdings nicht von der Band selbst, sondern von Diane Warren geschrieben. Die Aufnahmen zum ersten Titelsong von Aerosmith zu einem Kinofilm erfolgten an drei Tagen in den Studios der Hit Factory in New York, wofür sie ihre Nine Lives World Tour unterbrachen. Der Titel ist ein Orchesterstück für 52 Instrumente unter der Leitung von Susie Katayama, die sich einen Tag von ihrer Eric Clapton Tour freinahm, um an dem Titel mitzuwirken.
Auf dem Soundtrack sind neben dem Thema und vier Aerosmith-Songs u. a. noch Titel von ZZ Top, Bob Seger und Jon Bon Jovi. Letzterer wollte eigentlich den Song Save The World, der später auf dem Album Crush erschien, für den Film verwenden, sah ihn aber wegen der Aerosmith-Ballade als obsolet an. Daher trug er zur musikalischen Untermalung des Films mit dem Song Mister Big Time bei, der in Zusammenarbeit mit Aldo Nova entstanden war.

## Rezeption und Nachwirkung

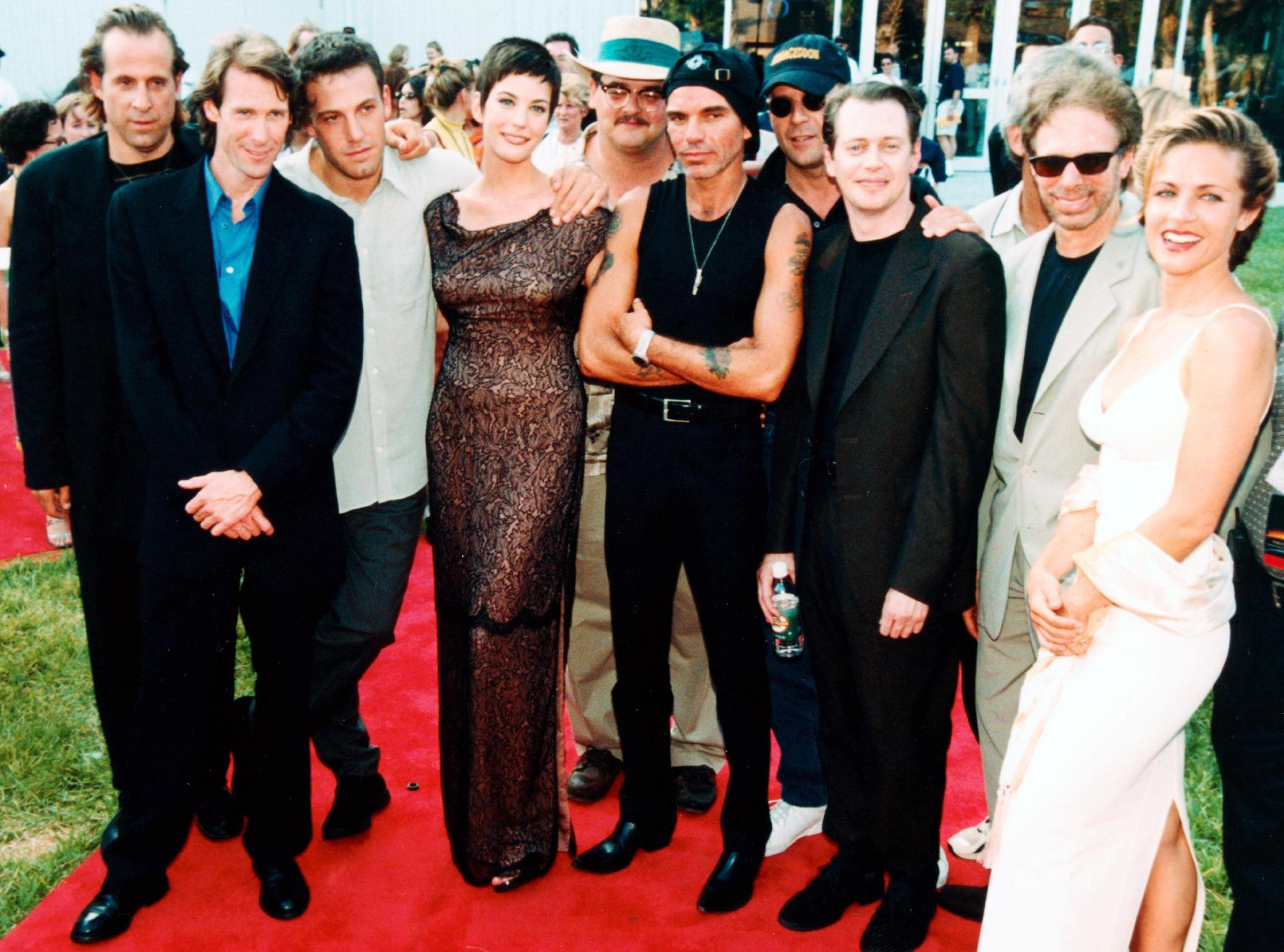
Von links nach rechts: Peter Stormare, Michael Bay (Regie), Ben Affleck, Liv Tyler, Ken Campbell, Billy Bob Thornton, Bruce Willis, Steve Buscemi, Jerry Bruckheimer (Produzent), Jessica Steen

### Anlaufdaten und Einspielergebnisse
Bei den Filmfestspielen von Cannes wurde im Mai 1998 ein 50-minütiger Zusammenschnitt der noch nicht vollendeten Produktion gezeigt. Einige unfreiwillig komische oder allzu pathetische Szenen sorgten beim anwesenden Fachpublikum für Belustigung. Der ebenfalls anwesende Hauptdarsteller Bruce Willis sagte anschließend: „Wie schön, dass Sie auch die lustigen Aspekte des Drehbuchs entdeckt haben.“
Armageddon feierte am 1. Juli 1998 in den Vereinigten Staaten und Kanada Premiere. Am gleichen Tag erschien im Verlag Hyperion Books eine Romanausgabe des Films von Cathy East Dubowski und M.C. Bolin. Die ersten europäischen Länder, in denen der Film zu sehen war, waren ab dem 9. Juli die Niederlande und Schweden. In Deutschland lief Armageddon am 16. Juli an, in Österreich und dem deutschsprachigen Teil der Schweiz am Tag darauf. Im französischsprachigen Teil der Schweiz war er schon am 15. Juli zu sehen.
Am ersten Wochenende spielte Armageddon in den Vereinigten Staaten 36 Millionen US-Dollar ein, womit er im Vergleich zu genregleichen Filmen wie Deep Impact oder Independence Day hinter den Erwartungen zurückblieb. Die Befürchtungen, der Film könnte ein Flop werden, bewahrheiteten sich nicht. Allein in den USA sahen nahezu 43 Millionen Menschen den Film, was Einnahmen von 201,6 Millionen US-Dollar bedeutete. Im Rest der Welt kamen noch einmal 352,1 Millionen US-Dollar hinzu. In Deutschland sahen 5,3 Millionen Menschen den Film, in Österreich fast 550.000 und in der Schweiz 241.500. Mit einem Gesamteinspielergebnis von etwa 553,7 Millionen US-Dollar war Armageddon der kommerziell erfolgreichste Film 1998 und ließ Filme wie Der Soldat James Ryan oder Godzilla hinter sich.
Am 5. Januar 1999 wurde Armageddon von Buena Vista Motion Pictures Group als DVD in Nordamerika und weiteren US-Territorien veröffentlicht. In Europa wurde Armageddon Anfang März 1999 auf DVD und VHS veröffentlicht. Der Schweizer Sender SF2 zeigte den Film als erster deutschsprachiger Sender am 5. März 2001 im Free-TV. Die Sender RTL und ORF 1 zeigten den Film beide am 15. April 2001. Am Folgetag zeigte RTL nachmittags eine Wiederholung des Films, weswegen einige Kürzungen vorgenommen wurden. Als der Film im März 2002 auf dem britischen Sender Channel 5 gezeigt wurde, hatte man zuvor eine Szene herausgeschnitten, in der das zerstörte New York in Großansicht zu sehen war. In der amerikanischen TV-Fassung wurde eine fünf Sekunden lange Szene herausgenommen, in der das World Trade Center (1973–2001) in Flammen steht. Eine weitere Szene, die das World Trade Center beinhaltete, wurde gekürzt.

### Kritik
Da mit Deep Impact im Mai bereits ein Katastrophenfilm mit ähnlicher Handlung in den Kinos angelaufen war, wurde Armageddon oft mit diesem Film verglichen. Die meisten empfanden Michael Bays Film als den besseren, so wie Wolfgang Hübner von der deutschen AP, der urteilte, dass Armageddon „in fast jeder Beziehung eine Klasse besser, härter, spektakulärer“ sei. Eine Ausnahme bildete die Zeitschrift Cinema, die Armageddon als „die Kehrseite von Deep Impact“ bezeichnete. In den Augen des Deseret-News-Journalisten Jeff Vice hingegen überzeugte keiner der Filme: „Wo Deep Impact versucht, ein einigermaßen gedankenvoller Science-Fiction-Thriller zu sein, legt es Armageddon darauf an, viel aufregender zu sein. Ironischerweise glückt dies keinem.“
Die hochkarätige Besetzung wurde gelobt. Die Kritik an den oberflächlichen Charakteren wurde zumeist auf das schlechte Drehbuch abgewälzt. Peter Travers zeigte sich beispielsweise im Rolling Stone empört: „[…]Willis, Billy Bob Thornton, Will Patton, der große Steve Buscemi – vergeuden ihr Talent für einen fetten Gehaltsscheck.“ Besonders die Rolle von Bruce Willis als Ölbohrchef Harry Stamper, die von verschiedenen Kritikern als Robert-Duvall-Rolle bezeichnet wurde, sorgte für Irritationen. Bob Graham schrieb im San Francisco Chronicle, es sei ein Jammer, was mit ihm passiere. Das Publikum liebe Willis für seine Schlitzohrigkeit, doch „in Armageddon weint Bruce Willis!“
Am schwerwiegendsten empfanden die Kritiker die inhaltlichen Fehler vor allem bezüglich physikalischer Gesetze und der dargestellten Klischeebilder. Roger Ebert fragte sich, ob denn nicht auch schon ein Asteroidbrocken von der Größe von Dallas oder der Größe des Wal-Marts außerhalb von Abilene zur Vernichtung der Erde ausreichen würde. Auch bezweifelte er, dass die geringe Gravitation des Asteroiden ausreiche, um den Astronauten das Umherlaufen wie auf der Erde zu ermöglichen. Die ablaufende Uhr an dem Nuklearsprengkörper und die Frage, ob man den blauen oder den roten Draht durchschneiden müsse, um sie zu entschärfen, führten ihn zu dem Schluss, dass „die wenigen ‚dramatischen’ Szenen aus klangvollen Anlehnungen an alte Klischees“ bestünden. Neben solchen inhaltlichen Unstimmigkeiten sorgte auch die Tatsache, dass nur die USA etwas gegen den drohenden Untergang unternehmen würden, für Verwirrung. Jack Garner schrieb in Democrat and Chronicle: „Warum ist das Space Shuttle mit Gewehren ausgestattet? Wie kann es einen horizontalen Start hinlegen, wenn dort keine Andeutung einer Start- und Landebahn ist? Und warum müssen die Helden männlich, alle außer einem weiß und Amerikaner sein?“ Die übrigen Völker würden als arme, sozial benachteiligte, inkompetente und furchtsame Leute aus Europa, Asien und Afrika dargestellt, die für die „Yanks“ beten würden. Der film-dienst sagte zu diesem Problem, die „USA legitimieren sich einmal mehr als Weltpolizei, die der menschlichen Spezies ein Weiterleben sichert.“ David Sterritt schrieb über den Film, man hoffe „der Asteroid möge auf eben dem Kino landen, in dem man den Film sieht.“
Im Kommentar zur DVD erzählte Darsteller Ben Affleck später, wie er einst den Regisseur Bay fragte, warum es denn leichter sei, Bohrexperten zu Astronauten umzuschulen, als Astronauten beizubringen, ein Loch zu bohren. Bay soll daraufhin „Shut the fuck up!“ (Halt verdammt nochmal die Schnauze!) geantwortet haben.
Die Vorzüge an Armageddon seien vor allem die Spezialeffekte. So sei es laut Wolfgang Hübner „gelungen, die Verzweiflungsaktionen auf dem Asteroiden mit sensationeller Tricktechnik glaubhaft zu gestalten“ und der Film sei „nicht zu kritisieren, sondern zu bewundern.“ Die Filmwissenschaftlerin Jeanine Basinger, die an der Wesleyan University lehrt und auch Regisseur Michael Bay unterrichtet hatte, bezeichnete den Film als „Kunstwerk“ und Michael Bay als „innovativen Künstler, der ein Meister von Bewegung, Licht, Farbe und Form“ sei. Sie hält dem Film zugute, dass er gerade wegen seiner Schnelligkeit niemals langweilig werde. Sie „sehe es als eine epische Ausgestaltung der alten Warner-Brothers-Filme über Männer der Arbeiterklasse, die hochschalten und eine Situation durch ihren Mut retten müssen.“ Deswegen stehe er in der Tradition von Raoul Walshs Herzen in Flammen (1941) und Alfred E. Greens Das Ultimatum für Bohrturm L 9.

## Auszeichnungen
Bei der Oscarverleihung 1999 war Armageddon in vier Kategorien nominiert, konnte jedoch in keiner einen Oscar gewinnen. In den Kategorien Bester Ton und Tonschnitt unterlag der Film Steven Spielbergs Kriegsfilm Der Soldat James Ryan. Der Oscar für die visuellen Effekte ging an Hinter dem Horizont. In der Kategorie Bester Titelsong war die Gruppe Aerosmith nominiert, doch sie unterlag dem von Stephen Schwartz komponierten Lied „When You Believe“ aus dem Animationsfilm Der Prinz von Ägypten.
Bei den Saturn Awards war Armageddon in sieben Kategorien nominiert. Zwar ging man in den Kategorien Hauptdarsteller (Willis), Nebendarsteller (Affleck), Kostüme, Musik und Spezialeffekte leer aus, doch zwei Auszeichnungen konnte der Film dennoch verzeichnen: Michael Bay wurde als Bester Regisseur ausgezeichnet und der Film gewann in der Kategorie Bester Science-Fiction-Film – wenn auch gemeinsam mit dem Film Dark City  von Alex Proyas. Armageddon erhielt auch zwei MTV Movie Awards und den deutschen Bogey Award.
Bruce Willis wurde mit dem Negativpreis Goldene Himbeere als Schlechtester Hauptdarsteller in Armageddon, Das Mercury Puzzle und Ausnahmezustand ausgezeichnet. Armageddon wurde auch in den Kategorien Schlechtester Film, Schlechteste Filmpaarung (Ben Affleck und Liv Tyler), Schlechteste Nebendarstellerin (Liv Tyler), Schlechteste Regie, Schlechtestes Drehbuch und Schlechtester Song nominiert.

## Trivia
- In der deutschen Synchronisation ist gegen Ende des Films ein logischer Fehler enthalten: Hier wird gesagt, dass die Asteroidenbruchstücke die Erde um rund „100.000 Kilometer“ verfehlen. Diese enorme Distanz ist in Anbetracht der Nähe zur im Film beschriebenen „Nullbarriere“ allein aus erzählerischer Perspektive recht unwahrscheinlich. Aus den Angaben der Anzeigetafel (mit Angaben in Fuß) lässt sich eher eine Distanz von rund 100.000 Meter vermuten.